# راشيل سمرز
راشيل سمرز هي شخصية خيالية في مارفل كومكس من ابتكار كريس كليرمونت وجون بيرن.ظهرت الشخصية لأول مرة في يناير 1981.